# فاطمة الطائي
فاطمة الطائي ممثلة إماراتية كانت بدايتها في 2014 في مسلسل عندما يزهر الخريف.

## أعمالها
- الماجدي ابن ظاهر 2018 - مسلسل

- هروب2017 - فيلم

- قلب العدالة2017 - مسلسل

- إفتح يا سمسم (ج4)2015 - مسلسل(أمل)

- عبدالله2015 - فيلم

- ساير الجنة2015 - فيلم(سلمى)

- دبي لندن دبي2015 - مسلسل

- عندما يزهر الخريف2014 - مسلسل

## روابط خارجية
- فاطمة الطائي على موقع IMDb (الإنجليزية)
- فاطمة الطائي على موقع قاعدة بيانات الأفلام العربية